# Hypolytrum elegans
Hypolytrum elegans är en halvgräsart som först beskrevs av E.G.Camus, och fick sitt nu gällande namn av Hendrik Uittien. Hypolytrum elegans ingår i släktet Hypolytrum och familjen halvgräs. Inga underarter finns listade i Catalogue of Life.